# Бостонско друштво филмских критичара
Бостонско друштво филмских критичара (енгл. Boston Society of Film Critics), скраћено BSFC, организација је филмских критичара и студената из Бостона (Масачусетс, САД).
BSFC је основан 1981. године да би се „бостонска јединствена критичка перспектива учинила познатом на националном и интернационалном нивоу по додељивању ануалних признања најбољим филмовима и филмаџијама те локалним биоскопима и филмским друштвима која нуде изузетан филмски програм”.
Последње три деценије, Бостонско друштво филмских критичара је сваке године организовало церемонију за доделу признања Награда Бостонског друштва филмских критичара (енгл. Boston Society of Film Critics Awards). Награду је 2009. године за најбољи филм и режисера освојио ратни филм по имену Катанац за бол (енгл. The Hurt Locker) режисерке Кетрин Бигелоу, као и три друге награде (најбољи глумац, најбоља кинематографија и најбоља монтажа); ово је битно помена јер је реч о првом случају у тридесетогодишњој историји организације да је један филм однео пет награда.

## Награде
Категорије у којима се награде додељују су:
| - Најбољи филм - Најбољи режисер - Најбољи глумац - Најбоља глумица - Најбољи споредни глумац - Најбоља споредна глумица - Најбоља постава | - Најбоља кинематографија - Најбољи сценарио[а] - Најбољи документарни филм - Најбољи филм на страном језику - Најбоља монтажа - Најбоља употреба музике у филму - Најбољи нови продуцент |

Награда се додељује за најбољи филм на страном језику ако је најбољи филм на енглеском, а такође се својевремено додељивала и награда за најбољи анимирани филм и специјална награда. Награда за најбољег новог продуцента се почела додељивати у част Дејвида Брудноја (1940—2004), водитеља бостонског локалног радијског ток-шоуа у раздобљу од 1976. до 2004. године — који је био један од чланова-оснивача BSFC и који је умро млад од метастазе карцинома Меркелових ћелија на плућа и бубреге. Награде су се додељивале и у част Робин Дохерти, која је такође умрла прерано (2005).

## Чланови
Бостонско друштво филмских критичара броји 25 чланова (септембар 2016):
| 1. Пег Алои 2. Дејна Барбуто 3. Тај Бер 4. Џеј Кар 5. Итан Гилсдорф 6. Инку Кенг 7. Тим Џексон 8. Питер Кио 9. Данијел М. Кимел | 1. Лорен Кинг 2. Џојс Калоуик 3. Ен Луинсон 4. Том Мик 5. Брет Мичел 6. Весли Морис 7. Џејк Малиган 8. Џенис Пејџ 9. Џералд Пери | 1. Бетси Шерман 2. Гари Сусман 3. Ед Симкус 4. Роберт Тремблеј 5. Грег Веланти 6. Џејмс Вернијер 7. Стив Вајнберг |